# 長野中央警察署
長野中央警察署（ながのちゅうおうけいさつしょ）は、長野県警察が管轄する警察署の一つである。
県内筆頭の大規模警察署であり、署長の階級は警視正。

## 所在地
- 長野市三輪一丁目6番15号

## 管轄区域
- 上水内郡信濃町、飯綱町、小川村
- 長野市（長野県長野南警察署の管轄する区域を除く。）

## 沿革
- 1875年（明治8年）8月20日 - 長野県第三号長野警察出張所が上水内郡長野町大門町に設置される。1876年（明治9年）9月、大本願境内（元善町）に移転
- 1877年（明治10年）2月 - 長野警察署に改称
- 1901年（明治34年）9月1日 - 長野市若松町に移転[1]（旧長野市役所庁舎隣接地、初めて自前の木造庁舎を持つ）
- 1935年（昭和10年）5月16日 - 西鶴賀町に移転（庁舎はコンクリート製で旧警視庁庁舎に似ていた）
- 1948年（昭和23年）3月7日 - 自治体警察の長野市警察署となる
- 1954年（昭和29年）7月1日 - 新警察法施行に伴い、長野県警察が発足。長野県長野警察署となる。
- 1972年（昭和47年）4月1日 - 長野南警察署の設置に伴い、長野県長野中央警察署に改称
- 1975年（昭和50年）2月7日 - 三輪一丁目の現在地に移転

## 組織
- 総務課
- 会計課
- 留置管理課
- 生活安全第一課
- 生活安全第二課
- 地域第一課
- 地域第二課
- 刑事第一課
- 刑事第二課
- 交通第一課
- 交通第二課
- 警備第一課
- 警備第二課

※かつては刑事第三課まで存在したが、平成31年3月の組織改編に伴い廃止された。

## 交番
- 長野市権堂町交番（長野市権堂町）
- 長野市長野駅前交番（長野市南石堂町）
- 長野市若里交番（長野市若里五丁目）
- 長野市安茂里交番（長野市安茂里）
- 長野市若松町交番（長野市若松町）
- 長野市三輪交番（長野市三輪九丁目）
- 長野市吉田交番（長野市吉田三丁目）
- 長野市柳町交番（長野市柳町）
- 長野市和田交番（長野市東和田）
- 長野市東北交番（長野市富竹）
- 長野市若槻大通り交番（長野市若槻東条）
- 長野市大豆島交番（長野市大豆島）
- 豊野町交番（長野市豊野町豊野）
- 飯綱町交番（上水内郡飯綱町牟礼）
- 信濃町交番（上水内郡信濃町柏原）
- 長野市信州新町交番 （長野市信州新町新町）

## 警察官駐在所
- 長野市七二会警察官駐在所（長野市七二会甲）
- 長野市芋井警察官駐在所（長野市桜）
- 長野市若穂警察官駐在所（長野市若穂綿内）
- 長野市戸隠警察官駐在所（長野市戸隠豊岡）
- 長野市鬼無里警察官駐在所（長野市鬼無里）
- 小川村警察官駐在所（上水内郡小川村高府）
- 長野市中条警察官駐在所（長野市中条）

## 警備派出所
- 善光寺警備派出所（長野市大字長野）

## イメージキャラクター
- 「中央署のおにいさん」穂苅士朗（26）
- 「中央署のおじさん」手塚衛（42）

長野県出身の女性漫画家・からけみ（唐花見コウ）によるイメージキャラクターで、2013年（平成25年）12月1日に発表された。長野県警察にはすでに「ライポくん」というマスコットがいるため、いわゆる「ゆるキャラ」ではなく人間である。長野中央警察署からの依頼は、「可愛い女性警察官のイメージキャラクターを」ということだったが、からけみが「どうしても、おにいさんとおじさんを描きたい」と申し出たため、男キャラ2人組に変更されることになった。モデルはいないが、結果的に手塚衛は『相棒』の杉下右京に似た雰囲気となったとからけみは語っている。
長野中央警察署のサイト内で4コマ漫画が掲載されているほか、ポスター・横断幕等の広報活動に使用されている。
また本キャラクターを用いた漫画が、｢けいさつのおにーさん」のタイトルでまんがタイムジャンボ（芳文社）2014年10月号より連載が開始され、途中でまんがホームに掲載誌を変更して2019年5月号まで連載された。原稿は長野中央警察署の担当にも目を通してもらい、セリフや説明書きをチェックしてもらっているとのこと。また、同年8月には長野県警の「G7・交通大臣会合（9月に軽井沢町にて開催）」の警備協力要請のポスターの図案にも採用されている。
これらが縁となり、2018年12月7日、JR長野駅前で開催された交通安全啓発運動イベントに、からけみ本人が一日警察署長を務めた。